# 셰인 더피
셰인 패트릭 마이클 더피(Shane Patrick Michael Duffy, 1992년 1월 1일 ~ )는 아일랜드의 축구 선수이다.